# Pannenschopp
Koordinaten: 50° 58′ 3″ N, 6° 4′ 3″ O
Das Naturschutzgebiet Pannenschopp liegt auf dem Gebiet der Stadt Geilenkirchen im Kreis Heinsberg in Nordrhein-Westfalen.
Das Gebiet erstreckt sich westlich der Kernstadt von Geilenkirchen und nordwestlich von Teveren, einem Ortsteil von Geilenkirchen. Östlich des Gebietes verlaufen die Kreisstraße K 3 und die B 56, südlich erstreckt sich das etwa 17,5 ha große  Naturschutzgebiet Große Heide.

## Bedeutung
Das etwa 14,6 ha große Gebiet wurde im Jahr 1993 unter der Schlüsselnummer HS-013 unter Naturschutz gestellt. Schutzziele sind der Erhalt und die Optimierung eines wertvollen Biotopkomplexes mit hohem Entwicklungspotential auf einem Sekundärstandort als Lebensraum für gefährdete Tier- und Pflanzenarten.